# Anyma
Anyma ist das Soloprojekt von Matteo Milleri (*19. Mai 1988, New York), einem italienisch-amerikanischen DJ, Produzenten und Mitbegründer des Labels Afterlife Records. Bekannt wurde er als Mitglied des Duos Tale of Us.

## Karriere

### Tale Of Us
Nachdem Matteo Milleri und Carmine Conte seit 2008 unter dem Namen Tale of Us gemeinsam elektronische Musik produzierten und in lokalen Clubs auftraten, veröffentlichten sie 2011 die erste gemeinsame EP Dark Song mit drei Tracks. Nach weiteren Veröffentlichungen, darunter Another Earth (2013) auf M_nus sowie North Star/Silent Space"(2015) auf R&S Records, gründeten sie 2016 ihr eigenes Label Afterlife in Berlin. In ihrem Stil greifen die beiden auf Deep House, Techno sowie auch auf klassische Musik zurück. 2017 folgte das Album Endless im Stil des Ambient unter dem Label Deutsche Grammophon.

### Anyma
2021 startete er Anyma, ein Projekt, das digitale Kunst mit Melodic House und Techno verbindet. Mit Veröffentlichungen wie der EP Claire und dem Album Genesys (2023) sowie Kollaborationen mit Künstlern wie Grimes und Sevdaliza bewegt er sich an der Schnittstelle von Musik und Technologie.
Er beschreibt es als eine digitale Erweiterung seiner künstlerischen Identität:

„Anyma ist mein neues Solo-Projekt, das darauf abzielt, meine künstlerische Individualität zu entdecken. Es stellt die digitale Erweiterung meiner Persona dar, indem digitale Kunst, elektronische Musik und immersive Erlebnisse miteinander vereint werden.“ […] „Durch die Nutzung der immensen Möglichkeiten von Mixed- und Extended Reality erschafft Anyma eine eigene, universelle Sprache, die Künstler und Publikum näher zusammenbringt und die Grenzen zwischen dem Realen und dem Surrealen verwischt.“

Das Projekt kombiniert elektronische Musik, digitale Kunst, Extended Reality und audiovisuelle Performances. Es verbindet analoge und digitale Elemente, um ein immersives Erlebnis zu schaffen. Die Verbindung dieser Disziplinen prägt die ästhetische und klangliche Identität des Projekts.

## Privates
Matteo Milleri wurde in New York City als Sohn des italienischen Geschäftsmannes Francesco Milleri geboren und hat einen Bruder und eine Schwester. Er zog in jungen Jahren nach Italien und lernte 2008 in Mailand seinen späteren DJ-Kollegen Carmine Conte kennen, während er am SAE Institute Tontechnik studierte. Zur Gründung des Duos Tale of Us zogen sie nach Berlin.
Milleri besitzt die italienische und amerikanische Staatsbürgerschaft.
Im Jahr 2020 heiratete Milleri das italienische Supermodel Vittoria Ceretti. Im Juni 2023 gab Ceretti in einem TikTok-Video ihre Trennung von Milleri bekannt. Milleri hat sich zu seinem Familienstand oder seiner Beziehung zu Ceretti nicht geäußert. Im März 2024 wurde seine Beziehung mit der kanadischen Sängerin und Musikproduzentin Grimes bekannt. Diese trat zuvor mit dem Lied Welcome To The Opera auf dem ersten Album Genesys und später auch auf Genesis II auf. Zusätzlich ist sie auf dem im Mai 2025 erschienenen Album The End Of Genesys mit dem Lied Taratata zu hören.

## Diskografie
Studioalben
- 2023: Genesys
- 2024: Genesys II
- 2025: The End Of Genesys

EPs
- 2021: Sentient
- 2021: Claire
- 2021: Forevermore

Singles
- 2021: Sonder
- 2021: Walking
- 2021: Running
- 2021: Lightning Over Heaven (Amelie Lens)
- 2022: Consciousness (Chris Avantgarde)
- 2022: The Sign (Camelphat)
- 2023: Eternity (Chris Avantgarde)
- 2023: Explore Your Future
- 2023: Syren (Rebūke)
- 2023: Simulation
- 2023: Welcome To The Opera (Grimes)
- 2024: Angel In The Dark (Massano, Nathan Nicholson)
- 2024: Pictures of You
- 2025: Hypnotized (feat. Ellie Goulding)
- 2025: Voices In My Head Remix (Argy, Son of Son, Amelie Lens)

Remixe
- 2020: My Only Love (Moby)
- 2021: Lightning Over Heaven (Amelie Lens)
- 2023: Black Dress (070 Shake)
- 2023: Time’s a Fantasy (Portugal. The Man, Jeff Bhasker)
- 2023: Say Yes to Heaven (Lana Del Rey)
- 2023: My City’s on Fire (Jimi Jules, Cassian)
- 2024: Last Night (Loofy, Layton Giordani)
- 2024: Eusexua (FKA twigs)
- 2025: Dreamin (Dom Dolla, Daya)
- 2025: At Night (Shakedown, Layton Giordani)